# Abu-Jahl
Abu-l-Hàkam Amr ibn Hixam ibn al-Mughira al-Makhzumí al-Quraixí al-Kinaní (àrab: أبو الحكم عمرو بن هشام بن المغيرة المخزومي القرشي الكناني, Abū l-Ḥakam ʿAmr b. Hixām b. al-Muḡīra al-Maẖzūmī al-Quraxī al-Kinānī), més conegut Abu-Jahl (àrab: أبو جهل, Abū Jahl) o Ibn al-Handhaliyya (mort 624), fou un xeic àrab dels Banu Makhzum dels Quraix de la Meca i un dels caps dels clans comercials de la ciutat.
Va néixer vers el 570 i després del 600 va succeir a al-Walid ibn al-Mughira com a cap dels Banu Makhzum i els clans associats. Oposat a Mahoma va promoure un boicot als mahometans, que van aconseguir el suport dels Banu Hàixim i els Múttalib i no va tenir èxit. Va convèncer Abu-Làhab, successor d'Abu-Tàlib com a cap dels Hàixim, de no donar protecció a Mahoma. Va intentar fer assassinar Mahoma poc abans de l'Hègira (662).
El 623 una caravana seva va estar a punt de ser atacada per Hamza ibn Abd-al-Múttalib a Sif al-Badr; el 624 va dirigir forces per protegir una gran caravana dirigida per Abu-Sufyan que venia de Síria, i encara que la caravana va ser posada en seguretat, va buscar l'enfrontament amb els musulmans i va lliurar la batalla de Badr, on fou derrotat i va morir. El seu lloc fou ocupat per Safwan ibn Umayya (dels Jumah), Suhayl ibn Amr (dels Àmir) i Íkrima ibn Abi-Jahl (el seu fill).